# Nêdong
Nêdong è un villaggio della prefettura di Shannan nella Regione Autonoma del Tibet. Nedong è stata la sede della dinastia Phagmodrupa, regnante in Tibet  dal 1354 al 1435 e mantenne un grado di autorità fino agli inizi del XVII secolo.